# Élection de Lyon
L'Élection de Lyon est une institution d'Ancien Régime pour le prélèvement des impôts royaux et le traitement des litiges associés dans le périmètre de l'Élection, incluant la ville de Lyon et ses environs.

## Contexte historique
Dans le cadre du traité de Brétigny et le paiement de la rançon demandée pour le retour en France du roi Jean II le Bon, une contribution est demandée aux villes du royaume.
Dès juillet 1360, la ville de Lyon est sollicitée pour payer le premier terme de la rançon.
Par la suite, pour d'autres raisons, de nouvelles et toujours plus nombreuses contributions sont demandées, que la ville paie en levant des impositions directes et indirectes, qui créent des désordres, car il n'y a aucun système fiscal organisé.
Du XIVe siècle au XVIIIe siècle, le système financier s'organise progressivement avec la création de plusieurs institutions.

## Cadre institutionnel général d'une Élection
Dans le royaume de France, sur la question du prélèvement des impôts, on peut distinguer les pays d'États, qui disposent d'une certaine autonomie et peuvent négocier les montants, et les pays d'élections (terme adopté par l'ordonnance de 1452) dont le Lyonnais fait partie.
Ces Élections sont regroupées dans des circonscriptions financières appelées recettes générales.
En décembre 1542, la généralité de Lyon est créée par l'édit de Cognac.
Les Élections auront une fonction judiciaire, de plus en plus affirmée, pour le traitement des procès civils et crimes relatifs à la taille, la gabelle et les Cinq Grosses Fermes (bassin parisien et Ouest de la France).

## Spécificités de Lyon

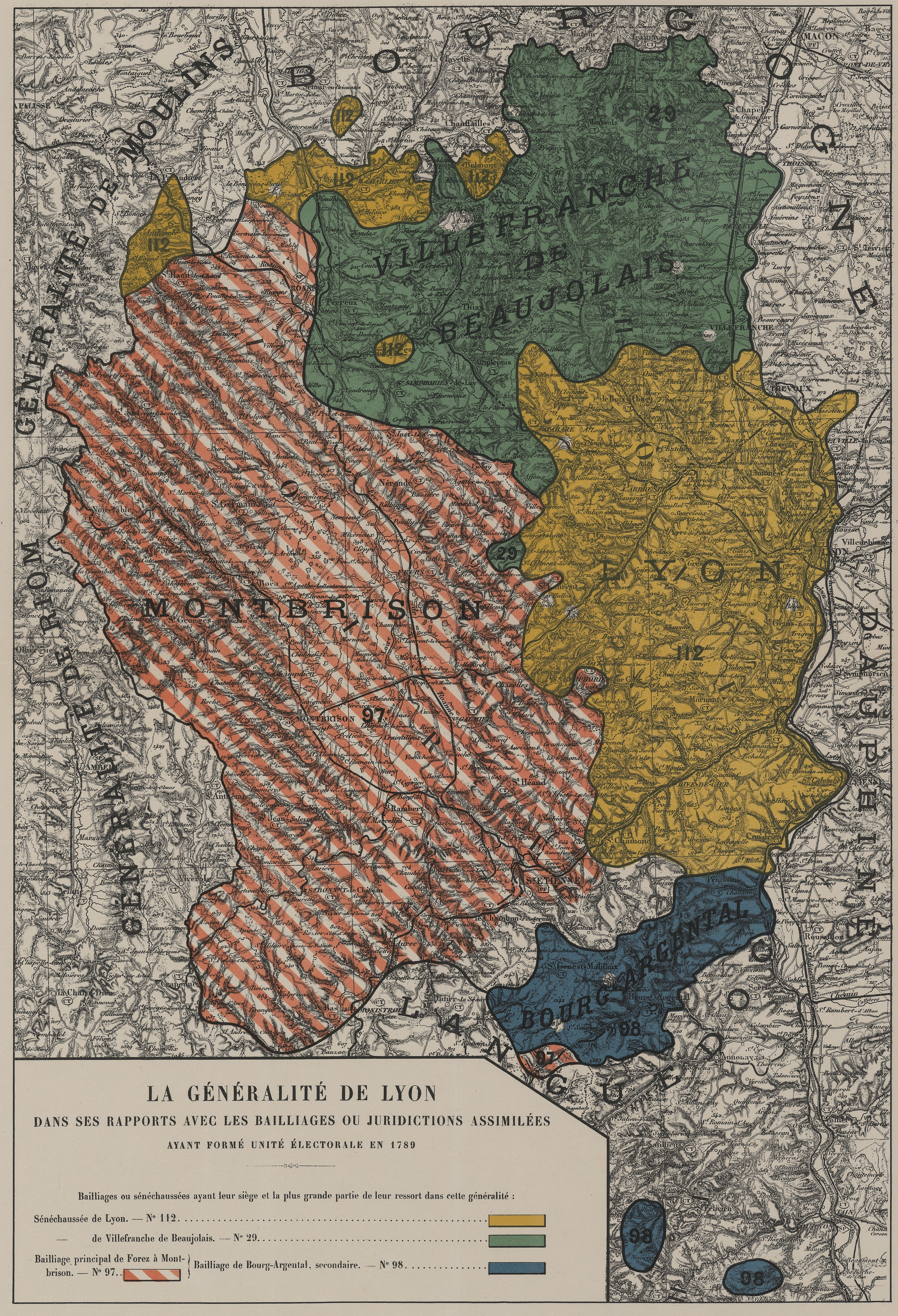
carte de la généralité de Lyon

La généralité de Lyon est découpée en cinq Élections : Lyon, Villefranche-sur-Saône, Montbrison, Roanne et Saint-Étienne.
La ville de Lyon est exempte de taille et la gabelle y est peu élevée, grâce à la proximité des marais salants du Midi.
L'Élection de Lyon comporte des receveurs, contrôleurs, procureurs et greffiers, dont l'activité s'étend en dehors de la ville, Lyon étant exempte de taille.
Comme toutes les institutions de l'Ancien Régime, l'Élection de Lyon connaitra des périodes d'instabilité, ainsi que des conflits sur la compétence à traiter des affaires vis-à-vis d'autres institutions comme les bureaux des finances, la justice du roi et le Consulat de Lyon.

## Articles liés
- Histoire de Lyon
- Lyon à la fin du Moyen Âge
- Lyon à la Renaissance
- Lyon sous l'absolutisme
- Bureau des finances
- Consulat de Lyon